# المدرس الأكبر
المدرس الكبير ،  يشار إليه أيضًا باسم السيد الكبير ،  كان من بين أعلى المناصب المدنية الثلاثة في عهد أسرة زو . الاثنان الآخران هما المربي الأكبر ( بالصينية : 太傅) والحامي الكبير ( بالصينية : 太保) ، على التوالي. كانت هذه المناصب الثلاثة هي المناصب الأولى التي عُرفت باسم أصحاب السعادة الثلاثة . تغيرت ألقاب وواجبات أصحاب السعادة الثلاثة في السلالات اللاحقة. استمر استخدام لقب القائد الأكبر خلال الفترات اللاحقة من أسرة هان ، ولا سيما من قبل دونغ تشو ، وزير الدولة آنذاك.
تم تقليد الرتبة في البنية الكونفوشيوسية للمحكمة الفيتنامية ، حيث كان يُعرف العنوان الصيني نفسه في النطق الفيتنامي باسم تاي سو thái sư.